# 藻青素
藻青素（英語cyanophycin），即多聚-L-精氨酰-聚(L-天冬氨酸)，是一種非蛋白質，不在核糖體合成的氨基酸多聚物，包括由天冬氨酸組成的骨架和精氨酸的側鏈基團。
藻青素最早于1887年由意大利科學家Borzi檢測到，發現于多數藍藻和少數異養細菌中，如不動桿菌屬(Acinetobacter)等中。藻青素在生理條件下基本不可溶，並在缺乏磷或硫時在細胞質内積累形成顆粒，總體來說在生長曲線的早穩定期或中穩定期。藻青素用作氮（或者有碳）的儲存物質，同時作爲藍藻異形胞固氮時的氮緩衝劑。氮和碳可由胞内的藻青素酶（英文cyanophycinase）動員成爲天冬氨酸-精氨酸二肽的形式。
藻青素由精氨酸和天冬氨酸通過單個酶——藻青素合成酶（英文cyanophycin synthetase）依賴ATP催化合成。在生物技術中，藻青素有潛在的價值作爲多聚天冬氨酸的來源。由於其不尋常的多重兩性特徵，藻青素可以在酸性（0.1 M HCl）或鹼性水溶液中溶解。藻青素合成酶可以在多種細菌，如大腸桿菌或穀氨酸棒桿菌(Corynebacterium glutamicum)中異源表達，用以生産藻青素。